# بیستریتسه پود هوستینم
بیستریتسه پود هوستینم (به چکی: Bystřice pod Hostýnem) یک منطقهٔ مسکونی در جمهوری چک است که در ناحیه کرومیریژ واقع شده‌است. بیستریتسه پود هوستینم ۸٬۷۴۱ نفر جمعیت دارد.

## خواهرخوانده
شهرهای زالتسکتن و سان جیووانی ال ناتیزونه خواهرخوانده‌های بیستریتسه پود هوستینم هستند.